# Niels Jørgen Pedersen
Niels Jørgen Toft Pedersen (født 18. december 1964 i Thisted) er en dansk gårdejer og politiker der siden 2022 har været borgmester i Thisted Kommune. Han har været medlem af byrådet for Venstre siden 2014 og var første viceborgmester fra 2018 til 2021. Niels Jørgen Pedersen var formand erhvervsorganisationen Landbrug & Fødevarer fra 2011 til 2012.

## Landbrug og organisationsarbejde
Pedersen er uddannet landmand på Kongensgård Landbrugsskole og Hammerum Landbrugsskole i 1986. Han  er mælkeproducent med 175 jerseykøer på gården Elvinesminde i Snedsted. Han driver 450 hektar, hvoraf han ejer de 250.
Pedersen har deltaget i organisationsarbejde i landbruget siden 1999. Han var formand for Landbo Thy fra 2003 til 2011. I 2008 blev han viceformand i Dansk Landbrug, og han fortsatte som viceformand da organisationen i 2009 indgik i Landbrug & Fødevarer. I maj 2011 blev Pedersen ny formand for Landbrug & Fødevarer efter at have vundet et kampvalg over Martin Merrild med 262 stemmer mod 181 stemmer til Merrild. Han gik af som formand i november 2012 på grund af en skulderskade som han havde fået tidligere på året.

## Politisk karriere
Niels Jørgen Pedersen blev valgt til byrådet i Thisted Kommune i 2013. Han var formand for kommunes Erhvervs-, Arbejdsmarkeds- og Kulturudvalg fra 2014 til 2021. I 2016 vandt han et kampvalg i Venstre over den siddende borgmester Lene Kjelgaard om at blive partiets borgmesterkandidat ved kommunalvalget i 2017. Efter valget indgik Venstre og Socialdemokratiet en konstitueringsaftale som gjorde Ulla Vestergaard (S) til borgmester og Niels Jørgen Pedersen til viceborgmester. Han blev borgmester efter kommunalvalget 2021 efter en aftale mellem Venstre, Det Konservative Folkeparti, Dansk Folkeparti og Nye Borgerlige. Pedersen meddelte i 2024 at han ikke genopstiller ved kommunalvalget i 2025.

## Privatliv
Niels Jørgen Pedersen er gift med Annemarie Smalbro Pedersen. Parret har 4 voksne børn.